# 美國陸軍第6騎兵團
第6騎兵團（英語：6th Cavalry Regiment）是美國陸軍的一個團，起源於美國南北戰爭，越南戰爭時轉型為空中突擊部隊。